# Лаврів (Луцький район)
Лаврі́в — село в Україні, у Луцькому районі Волинської області. Входить до складу Боратинської сільської громади. Населення становить 1164 осіб.

## Пам'ятки археології
На території села відомі такі пам'ятки археології:
- В центральній частині села, в урочищі Остапівка, на північ і південний схід від клубу, на схід від греблі ставу, за 0,15 км на південь від шосейної дороги, яка веде до с. Несвіч, на правому березі р. Злодійки (ліва притока Стиру) висотою 6-8 м над рівнем заплави — поселення періоду XII—XIV ст. площею близько 1 га.
- В центральній частині села, за 0,2 км на південь від шосейної дороги, яка веде до с. Несвіч, на схилі правого берега р. Злодійки висотою 6-8 м над рівнем заплави — поселення періоду XII—XIII ст. площею до 1 га.
- В центральній частині села, в урочищі Стожитинщина, за 0,1 км на захід від шосейної дороги Луцьк-Боремель, на мисоподібному виступі правого берега р. Злодійки висотою 10-12 м над рівнем заплави — поселення періоду XII—XIII ст. площею до 2 га.
- В південно-східній частині села, в урочищі Перепілки Верхні, на схід від шосейної дороги Луцьк-Боремель, на північ від цвинтару і церкви, на мисоподібному виступі правого берега р. Злодійки висотою до 10 м над рівнем заплави — поселення періоду XII—XIII ст.
- В східній частині села, в урочищі Перепілки Нижні, за 0,5 км на північний схід від церкви, на мисоподібному виступі правого берега р. Злодійки висотою 8-10 м над рівнем заплави — поселення періоду XII—XIV ст. площею до 1 га.
- В східній частині села, за 1 км на схід від шосейної дороги Луцьк-Боремель, на схилі правого берега р. Злодійки висотою 6-8 м над рівнем заплави — двошарове поселення лежницької культурної групи ранньоскіфського часу і періоду XII—XIII ст. площею близько 1 га.
- На східній околиці села, в урочищі Широке, на мисоподібному виступі правого берега р. Злодійки висотою 14-16 м над рівнем заплави, поблизу садиб П. Заремби і С. Онофрука — багатошарове поселення стжижовської, тшинецько-комарівської, вельбарської культур і періоду XII-ХІІІ ст. площею до 2 га.
- За 0,5 км на схід від села, в урочищі Гора, на мисоподібному виступі правого берега р. Злодійки висотою до 20 м над рівнем заплави — багатошарове поселення доби пізньої палеоліту, тшинецько-комарівської культур і періоду XII—XIII ст. площею до 3 га.

## Історія
Село розташоване на двох невисоких пагорбах, а садиби побудовані у два ряди і розділені малою річкою. У 1570 році одною частиною села володів Семен Козанський, іншою — Петро Несвицький. У 1583 році було власністю Олександра Сімашки, згодом — Семена Козинського, родів Прусиловських, Городських і Корчаків.
Наприкінці 19 століття в селі було 219 садиб і 1 367 жителів, 2 дерев'яні церкви, початкова школа і католицька капличка.
У 1911 році за даними перепису у селі мешкало 1859 осіб, була однокласова школа, державна крамниця, кооператив. Окрім того, працював вальцевий млин, що обробляв 110 тис. пудів (понад 1 802 тонн) зерна на рік. Сільські землі (приблизно 1800 десятин) головно належали Любомирським.
12 червня 2020 року, відповідно до розпорядження Кабінету Міністрів України № 708-р «Про визначення адміністративних центрів та затвердження територій територіальних громад Волинської області», село увійшло у склад Боратинської сільської громади.
19 липня 2020 року, в результаті адміністративно-територіальної реформи та ліквідації  Луцького району(1940—2020), село увійшло до складу новоутвореного Луцького району.

## Населення
Згідно з переписом УРСР 1989 року чисельність наявного населення села становила 1168 осіб, з яких 531 чоловік та 637 жінок.
За переписом населення України 2001 року в селі мешкало 1157 осіб.

### Мова
Розподіл населення за рідною мовою за даними перепису 2001 року:
| Мова       | Відсоток |
| ---------- | -------- |
| українська | 98,20 %  |
| російська  | 1,80 %   |

## Славетні особистості
- Закоштуй Ананій — провідник ОУН Волинської області.
- 1931 р.н. Кордунова Сіма Дмитрівна (14 лютого с. Лаврів) - українська поетеса, прозаїк, публіцистка, краєзнавиця, громадська і політична діячка. В творчому доробку письменниці багато публікацій у пресі, є 12 книг, компакт-диск та музична збірка «Яснозора Волинь». Друкувалась в альманахах «Світязь» і «Перевесло» та колективних збірках районної літературно-мистецької студії «Зорі над Стиром».